# Ministry of Sound
Pour les articles homonymes, voir Mos.
Ministry of Sound est une entreprise et boîte de nuit britannique, localisée à Londres, plus précisément à Elephant and Castle. Elle est régulièrement classée dans le top 100 des meilleures discothèques par DJ Magazine. Ministry of Sound Group Ltd. est également spécialisée dans d'autres produits dérivés, comme des compilations musicales et des vêtements.

## Direction
Ministry of Sound est dirigé par la société mère Versha Ministry dont les bureaux se situent à Londres, Sydney et à Berlin. La société recense un total de £80 millions de ventes et possède, à son actif, plus de 500 employés déployés dans le monde. Son slogan se compose ainsi : « Créer des moments que les gens veulent vivre. » (We create the moments people live for) La société dirige également les branches Hed Kandi, Euphoria, et Hard2Beat, et co-dirige Hussle Recordings avec Ministry of Sound Australia.

## Lieux

### Royaume-Uni

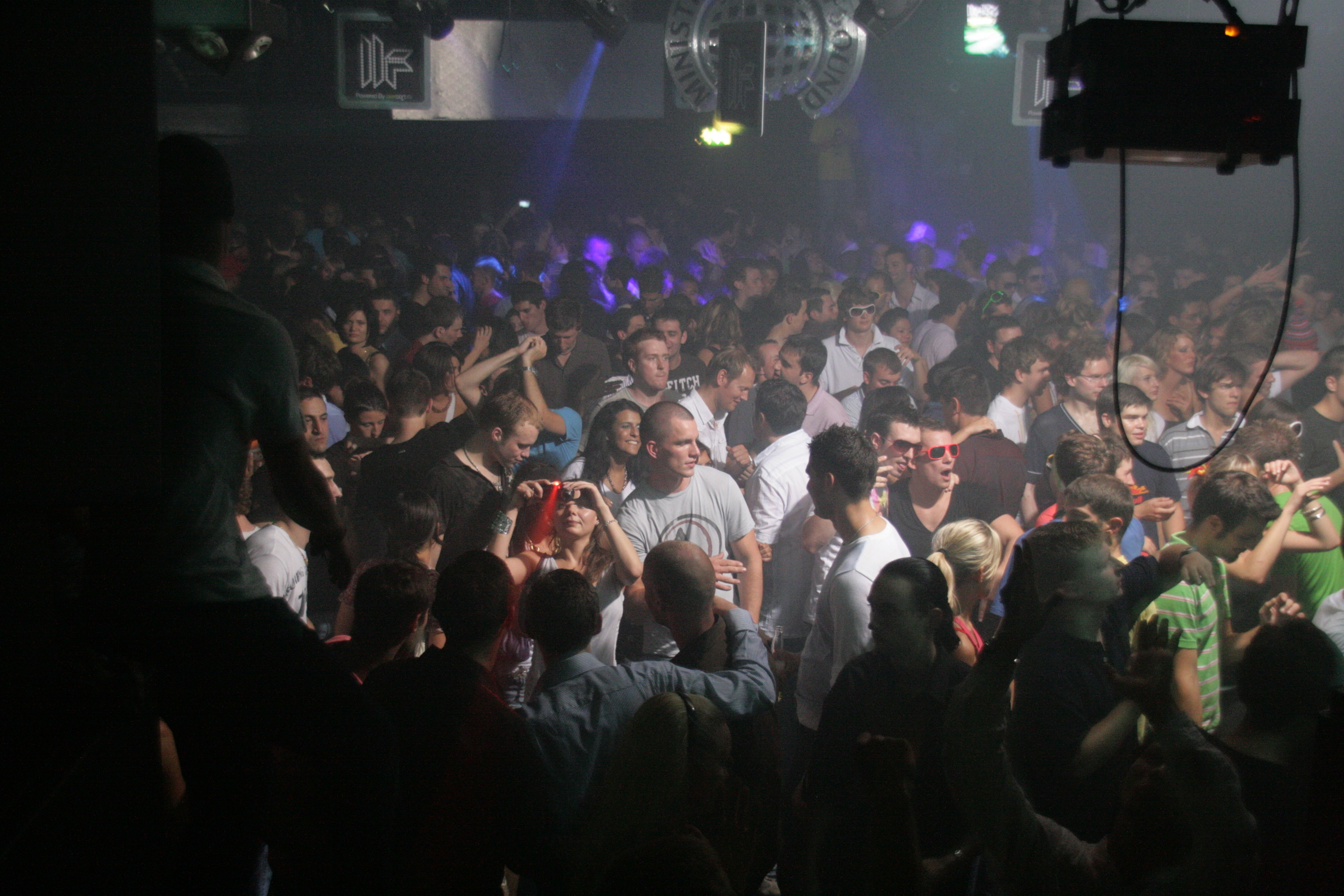
"Box" du Ministry of Sound.

Inspirée de la boîte de nuit Paradise Garage située à New York, le Ministry of Sound de Londres est lancé par le disc-jockey Justin Berkmann, qui voulait créer un club spécialisé dans la musique house américaine en provenance de New York, Chicago et Détroit. Berkmann explique en ces termes : « Mon concept pour Ministry, c'était ça : d'abord 100 % système sonore, puis les lumières, et le design (dans cet ordre) ; tout le contraire de ce que les autres pensaient. » Berkmann signe un partenariat avec James Palumbo et Humphrey Waterhouse pour réaliser le concept et un endroit, un garage d'autobus désaffecté, localisé au Elephant & Castle de Southwark, à Londres. Le club ouvre ses portes le 21 septembre 1991.
Avec des disc-jockeys américains tels que Larry Levan, David Morales, C+C Music Factory, Roger Sanchez et Tony Humphries, un son de 150 dB installé par Austen Derek, le Ministry of Sound de Londres se popularise très rapidement. Depuis avril 2008, les soirées de vendredi sont organisées par The Gallery, avec des disc-jockeys de hard house et de trance. Pendant le samedi, la boîte présente des sessions house, electro et techno effectuées par des disc-jockeys comme Tiësto, Sasha, Erick Morillo, Pete Tong et David Guetta. Ministry of Sound Londres organise également des soirées privées. Le club comprend cinq halls ; le Bar, le Baby Box, le VIP, le Loft et le Box.
Le conseil de Southwark se charge d'autoriser ou non la construction dans le périmètre d'Elephant and Castle. Ministry of Sound mène une campagne publicitaire pour empêcher toute construction à proximité de la boîte de nuit, expliquant que des plaintes pour nuisances sonores pourraient mettre en péril son avenir. En octobre 2011, le conseil de Southwark refuse la construction d'un immeuble de 41 étages dessiné par Allies and Morrison, mais approuve la construction d'un immeuble de 22 étages par Panter Hudspith Architects, à laquelle le club était fermement opposé,,. D'autres personnalités se mobilisent pour la préservation de cet endroit comme l'ancien maire de Londres Ken Livingstone, le candidat démocrate libéral Brian Paddick et les DJ's Armin Van Buuren, Example, Dave Seaman, Pete Tong, Wretch 32 et Calvin Harris.

### Australie
Ministry of Sound Australia, ainsi que les labels qu'il dirige, a sorti des albums et singles pour un grand nombre d'artistes internationaux, dont The Bloody Beetroots, Tommy Trash, Steve Aoki,  Timmy Trumpet, Will Sparks, Chardy, New World Sound, SCNDL, Reece Low, Uberjak'd, Axwell et Raven & Kreyn.

### Amérique
En 2008, Ministry of Sound lance ses opérations en Amérique après la fin de son partenariat avec Ultra Records. La première parution sous le nom de Ministry of Sound America s'intitule Clubber's Guide America. La même année, la société lance Hard2Beat avec son premier single Now You're Gone de Basshunter, et sa première compilation, Bigtunes 2008. Ministry of Sound remporte le prix du Music Week Award dans la catégorie « Label indépendant de l'année ».

## Activités internationales
En 2005, Ministry of Sound répand les activités de ses franchises et installe un Ministry of Sound en Égypte. En six mois après ouverture, Ministry est actif les vendredis, samedis et dimanches soir à Pacha Sharm El Sheikh.
Hormis ces activités en Égypte, Ministry of Sound dirige 600 événements internationaux qui s'étendent au Royaume-Uni, en Asie, en Afrique, en Amérique du Nord, en Amérique du Sud, et en Europe. L'exclusivité du placement des DJ résidents du Ministry of Sound en France et dans les Pays Francophones est détenue par MMC, Média Mix Consulting. L'agence gère l'image de Ministry sur son territoire ainsi que le booking dans les clubs, festivals et soirées privées via patrick@mmcprod.com

## Enceintes

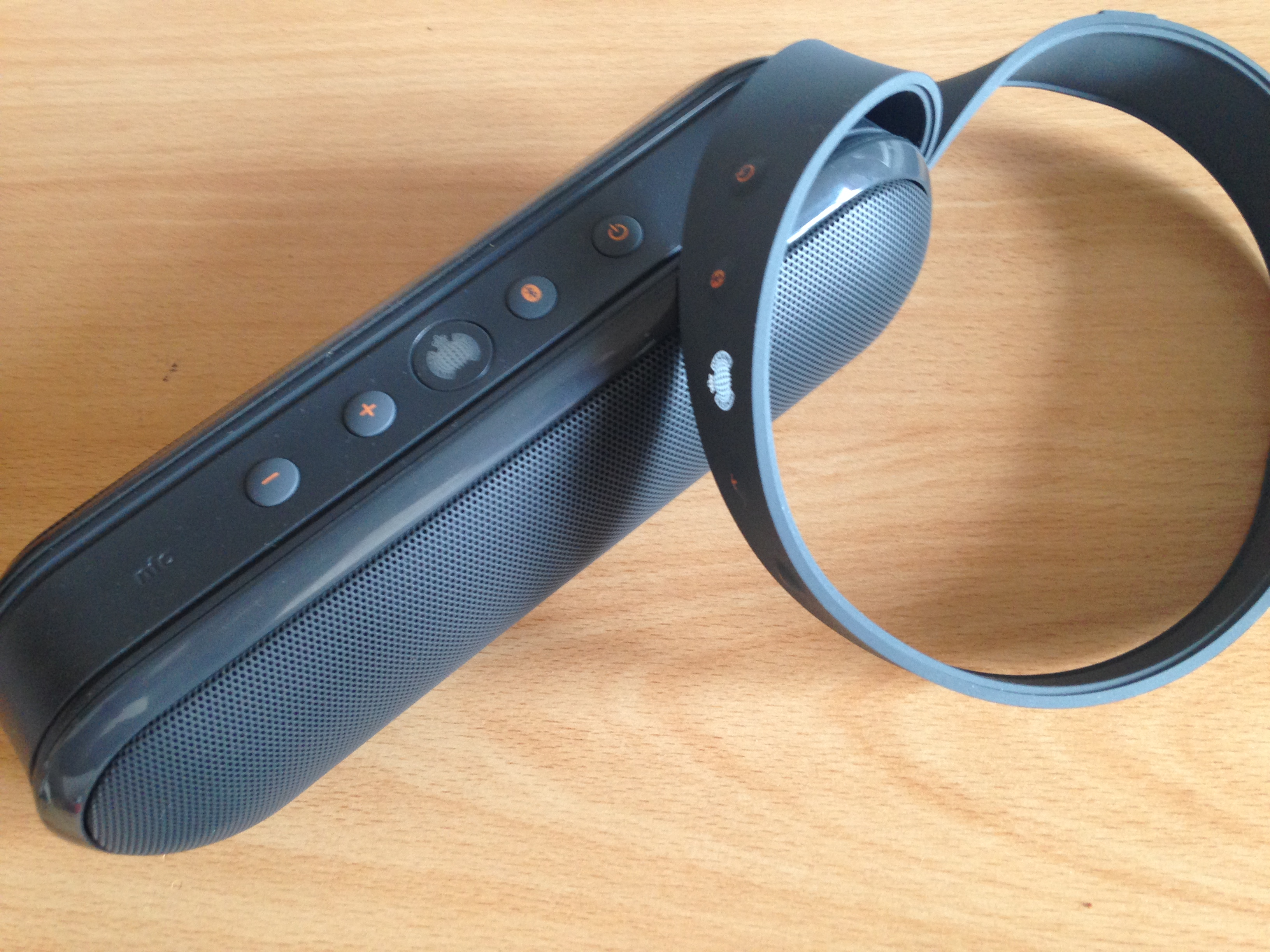
Enceinte Bluetooth Audio S Noire

L'entreprise Ministry Of Sound a créé plusieurs enceintes dont :
- L'Audio S : Elle présente une autonomie de 30h, une prise jack 3,5mm, un port micro-usb et une fonction NFC Bluetooh 
- L'Audio S Plus :
- L'Audio M Plus :
- L'Audio L Plus :  

## Label indépendant
Ministry of Sound dirige des labels à l'international dont les offices sont principalement localisés en Australie, en Allemagne et aux États-Unis. Son label s'établit pour la première fois en 1995 avec la parution de The Annual, une compilation musicale de dance présentée et mixée par les disc-jockeys Boy George et Pete Tong. The Annual s'est vendu à plus de 160 000 exemplaires. Ministry of Sound reste, malgré ses events, un label indépendant, et continue de faire paraître des albums et singles via ses séries de compilations qui incluent The Annual, Sessions, Clubber's Guide et Anthems. En janvier 2006, la société rachète le label Hed Kandi de Guardian Media Group.